# Chapelle Saint-Sébastien d'Entraunes
La chapelle Saint-Sébastien est une chapelle catholique située en France sur la commune d'Entraunes, dans le département des Alpes-Maritimes en région Provence-Alpes-Côte d'Azur.
Elle fait l'objet d'un classement au titre des monuments historiques depuis le 17 décembre 1947.

## Localisation
La chapelle est située dans le département français des Alpes-Maritimes, sur la commune de Entraunes.

## Historique
L'édifice date du XIIIe siècle ; il est remanié au XVIe siècle. Il est classé au titre des monuments historiques le 17 décembre 1947.